# 봉암동
봉암동(鳳岩洞)은 경상남도 창원시 마산회원구의 법정동이자 행정동이다. 팔용산 동쪽, 남산천의 하구에 위치, 시청으로부터 11km 떨어져 있다. 본래 합포현의 지역으로서, 봉암이라 하였는데 이는 동의 뒤에 있는 산봉우리가 봉과 같다는 데서 유래한 것이다.

## 개요
조선 태종때 창원군에 편입되고, 1910년 마산부제 실시에 따라 마산부 내서면에 편입, 1914년 행정구역 통합에 의하여 봉정리 일부를 병합하여 ‘봉암리’라고 해서 창원군 내서면에 편입되었다가, 1943년 마산시 구역 확장에 의하여 마산시에 편입되었다가 2010년 7월 1일 창원시, 마산시, 진해시가 통합되어 창원시로 시명이 바뀌었다. 봉암동은 본래 연안어업을 위한 어촌이었으나, 마산자유무역지역이 이곳에 입지하면서부터 공업지대로 변모하였다.

## 교육
- 봉덕초등학교
- 창신중학교
- 창신고등학교
- 경남미용고등학교

## 시설
- 마산자유무역지역
- 봉암공단